# Крістешть (комуна, Ясси)
Крістешть, Крістешті (рум. Cristești) — комуна у повіті Ясси в Румунії. До складу комуни входять такі села (дані про населення за 2002 рік):
- Крістешть (3821 особа)
- Хоміца (450 осіб)

Комуна розташована на відстані 315 км на північ від Бухареста, 77 км на захід від Ясс.

## Населення
За даними перепису населення 2002 року у комуні проживала 4271 особа.
Національний склад населення комуни:
| Національність | Кількість осіб | Відсоток |
| -------------- | -------------- | -------- |
| румуни         | 4252           | 99,6%    |
| цигани         | 18             | 0,4%     |
| угорці         | 1              | < 0,1%   |

Рідною мовою назвали:
| Мова      | Кількість осіб | Відсоток |
| --------- | -------------- | -------- |
| румунська | 4265           | 99,9%    |
| циганська | 6              | 0,1%     |

Склад населення комуни за віросповіданням:
| Релігія       | Кількість осіб | Відсоток |
| ------------- | -------------- | -------- |
| православні   | 4243           | 99,3%    |
| п'ятдесятники | 24             | 0,6%     |
| старообрядці  | 4              | 0,1%     |

## Зовнішні посилання
- Дані про комуну Крістешть на сайті Ghidul Primăriilor [Архівовано 7 березня 2012 у Wayback Machine.]